# Jeanne Korevaar
Jeanne Korevaar (Groot-Ammers, 24 settembre 1996) è una ciclista su strada olandese che corre per il team Liv AlUla Jayco. È attiva in formazioni UCI dal 2015.

## Palmarès
- 2018 (WaowDeals Pro Cycling, una vittoria)

2ª tappa Lotto Belgium Tour (Herselt > Herselt)

### Altri successi
- 2016 (Rabo-Liv Women Cycling Team)

2ª tappa, 1ª semitappa Giro del Trentino Internazionale Femminile (Cavedine, cronosquadre)
- 2018 (WaowDeals Pro Cycling)

Classifica giovani Women's Herald Sun Tour
Classifica giovani Holland Ladies Tour
- 2024 (Liv AlUla Jayco)

Classifica scalatori Holland Ladies Tour

## Piazzamenti

### Grandi Giri
- Giro d'Italia

2018: 57ª
2019: 56ª
2021: 43ª
- Tour de France

2022: 31ª
2023: 101ª
2024: 103ª

### Competizioni mondiali
- Campionati del mondo

Toscana 2013 - In linea Junior: 10ª
Ponferrada 2014 - Cronometro Junior: 26ª
Ponferrada 2014 - In linea Junior: 7ª
Innsbruck 2018 - In linea Elite: 80ª

### Competizioni continentali
- Campionati europei

Olomouc 2013 - In linea Junior: 23ª
Nyon 2014 - Cronometro Junior: 17ª
Nyon 2014 - In linea Junior: 10ª
Tartu 2015 - In linea Under-23: 32ª
Plumelec 2016 - In linea Elite: 91ª
Herning 2017 - In linea Under-23: 36ª
Monaco di Baviera 2022 - In linea Elite: 62ª